# Računalniško jezikoslovje
Računalniško jezikoslovje, tudi računalniška lingvistika, je interdisciplinarna veda, ki združuje jezikoslovje in računalništvo ter s pomočjo računalniške tehnologije obdeluje podatke o naravnem jeziku.

## Teoretično računalniško jezikoslovje
Teoretična veja računalniškega jezikoslovja se ukvarja z znanjem, ki ga posameznik potrebuje za razumevanje in tvorjenje besedil v določenem jeziku. Jezikoslovci z računalniškimi modeli, narejenimi na podlagi izsledkov s področja kognitivne psihologije, simulirajo kognitivne procese.

## Uporabno računalniško jezikoslovje
Uporabno računalniško jezikoslovje zajema vse, kar je povezano z obdelavo naravnih jezikov (angleško natural language processing). Ločimo dve podpodročji, ki zajemata razne metode, tehnike, orodja in programe za obdelavo naravnih jezikov: jezikovno inženirstvo (angleško language engineering) in jezikovne tehnologije (angleško language technologies). Jezikovno inženirstvo je gradnja sistemov za obdelavo jezikov. Eden izmed ciljev te veje jezikoslovja je vzpostaviti govorno komunikacijo med računalniki in ljudmi, kar bi olajšalo marsikateri delovni proces.